# 长老 (基督教)
長老，是基督宗教的術語，常常是作為一個教會或教堂的代表，且通常是平信徒。在《新約聖經》中，「長老」和「監督」二詞通用（見以下各章節）。初代教會中有監督及長老一職，監督需有好名聲、樂於教導、善於接待、自守、言行端正，聖保羅在羅馬時曾訓勉提摩太要好好管理教會，也教導如何在教會中選定監督及長老。
最有名的長老制教派為長老宗與歸正宗，皆屬於喀爾文派，其實各新教教派中的长老并不完全相同，但應該依據《聖經》中對長老的說法來制訂，各教會對長老的規範不同的地方在於《聖經》裏沒有明確指示的部分，如：長老的提名、選舉、任期等。一般認為，長老是由會眾選出來的平信徒（有些教派的牧師也稱為長老），且義務為教會工作，不受薪的；但有些教會中長老可以領車馬費或鐘點費，有部份靈恩派教會，長老也和牧師一樣有固定薪資。一些信徒人數較少的教會一般只設牧師，牧師也可以兼任長老的工作，因此不另設長老。
天主教和東正教的司鐸有時會被譯為長老，但其實是修士的一種。

## 長老制
長老制教會中設牧師（Pastor）、傳道（Minister）、執事和信徒群眾選出的長老，共同處理教會事務。長老制的教會，是一個以議會形式管理地區教會的制度。各個地區教會派出自己的代表（議員），組成總會，並由總會來統轄各個地方教會，非常類似代議民主。

## 職責
《聖經·新約》中，長老的職責乃牧養教會，教導《聖經》的真理，並作信徒的榜樣。
- 《使徒行傳》20章28節裏保羅對以弗所教會的長老說：「聖靈立你們做全群的監督，你們就當為自己謹慎，也為全群謹慎，牧養神的教會，就是祂用自己血所買來的。」
- 《雅各書》5章14節說：「你們中間有病了的呢，他就該請教會的長老來，他們可以奉主的名用油抹他，為他禱告。」
- 《彼得前書》5章1-3節裏使徒彼得對眾長老說：「我這作長老、作基督受苦的見證、同享後來所要顯現之榮耀的，勸你們中間與我同作長老的人：2務要牧養在你們中間神的群羊，按著神旨意照管他們；不是出於勉強，乃是出於甘心；也不是因為貪財，乃是出於樂意；3也不是轄制所託付你們的，乃是作群羊的榜樣。」

（引用《聖經》皆依據中文翻譯的《和合本》）

### 條件
依據《聖經》對長老的條件：
- 《提摩太前書》3章1－7節保羅對提摩太有很明確的指示：「『人若想要得監督的職份，就是羨慕善工。』這話是可信的。2作監督的，必須無可指責，只作一個婦人的丈夫，有節制，自守、端正，樂意接待遠人，善於教導；3不因酒滋事、不打人，只要溫和，不爭競、不貪財；4好好管理自己的家，使兒女凡事端莊、順服。5人若不知道管理自己的家，焉能照管神的教會呢？6初入教的不能作監督，恐怕他自高自大，就落在魔鬼所受的刑罰裏。7監督也必須在教外有好名聲，恐怕被人毀謗，落在魔鬼的網羅裏。」
- 《提多書》1章5－9節裏保羅對提多說：「我從前留你在克里特，是要你將那沒有辦完的事都辦齊了，又照我所吩咐你的，在各城設立長老。6若有無可指責的人，只作一個婦人的丈夫，兒女也是信主的，沒有人告他們是放蕩不服約束的，就可以設立。7監督既是神的管家，必須無可指責，不任性、不暴躁、不因酒滋事、不打人、不貪無義之財；8樂意接待遠人，好善、莊重、公平、聖潔、自持；9堅守所教真實的道理，就能將純正的教訓勸化人，又能把爭辯的人駁倒了。」

（引用《聖經》皆依據中文翻譯的《和合本》）